# Smågrunden
Smågrunden (kleine ondiepten)  is een Zweedse eilandengroep behorend tot de Pite-archipel. De eilandjes liggen ten noorden van Fårön; de eilandjes steken net boven het wateroppervlak uit; door de postglaciale opheffing in dit gebied zullen ze in de loop der eeuwen nog groeien. Ze hebben geen oeververbinding en zijn onbewoond/onbebouwd.